# Schloss Wilhelminenberg

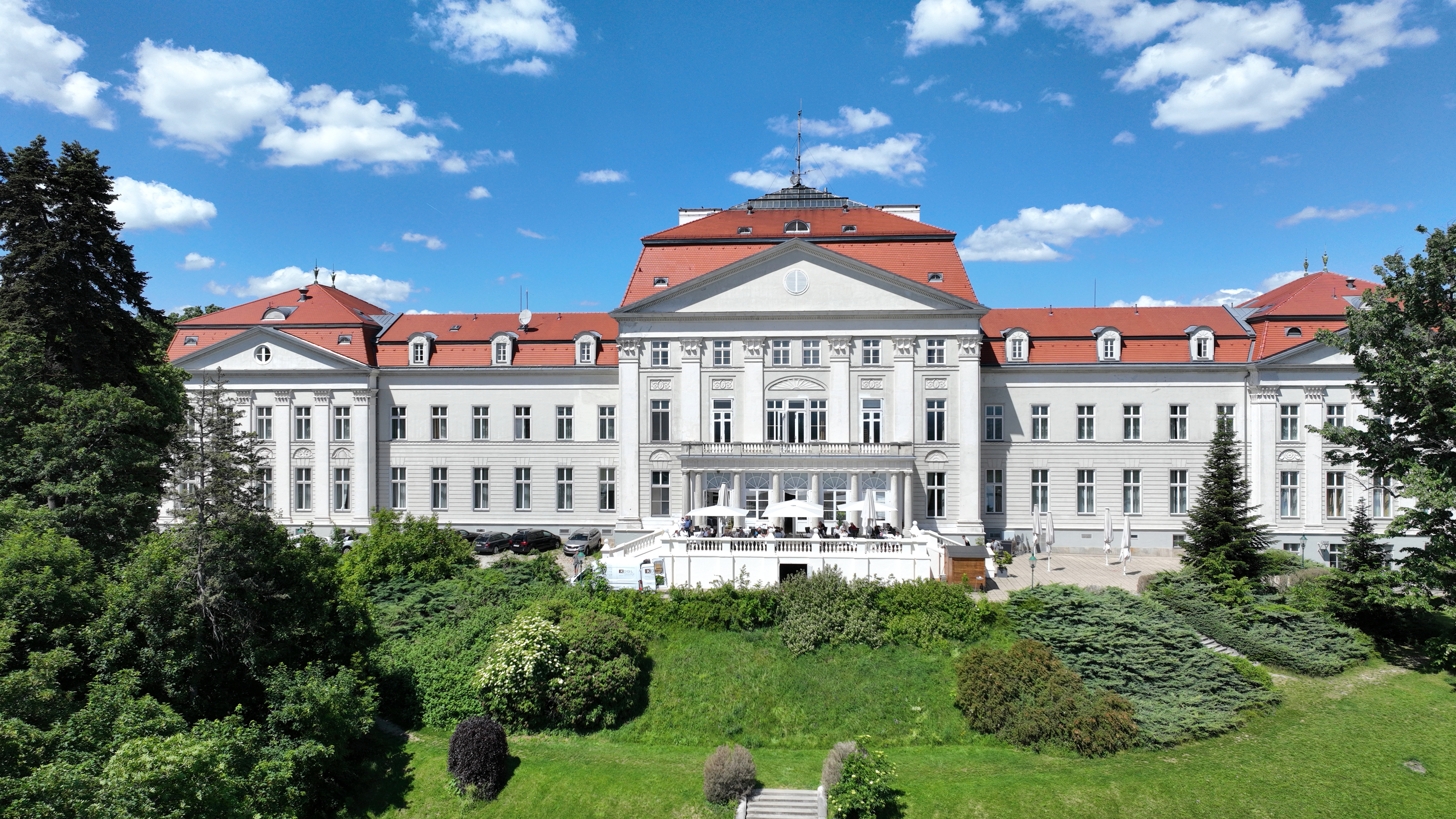
Schloss Wilhelminenberg, Vorderseite

Das Schloss Wilhelminenberg liegt am westlichen Stadtrand Wiens im 16. Gemeindebezirk, Ottakring, auf dem Gallitzinberg. Es wird heute als Hotel genutzt und befindet sich inmitten einer 120.000 m² großen Parkanlage, die von der nach Südsüdost gerichteten Vorderseite des Schlosses sanft ins Liebhartstal abfällt.

## Geschichte

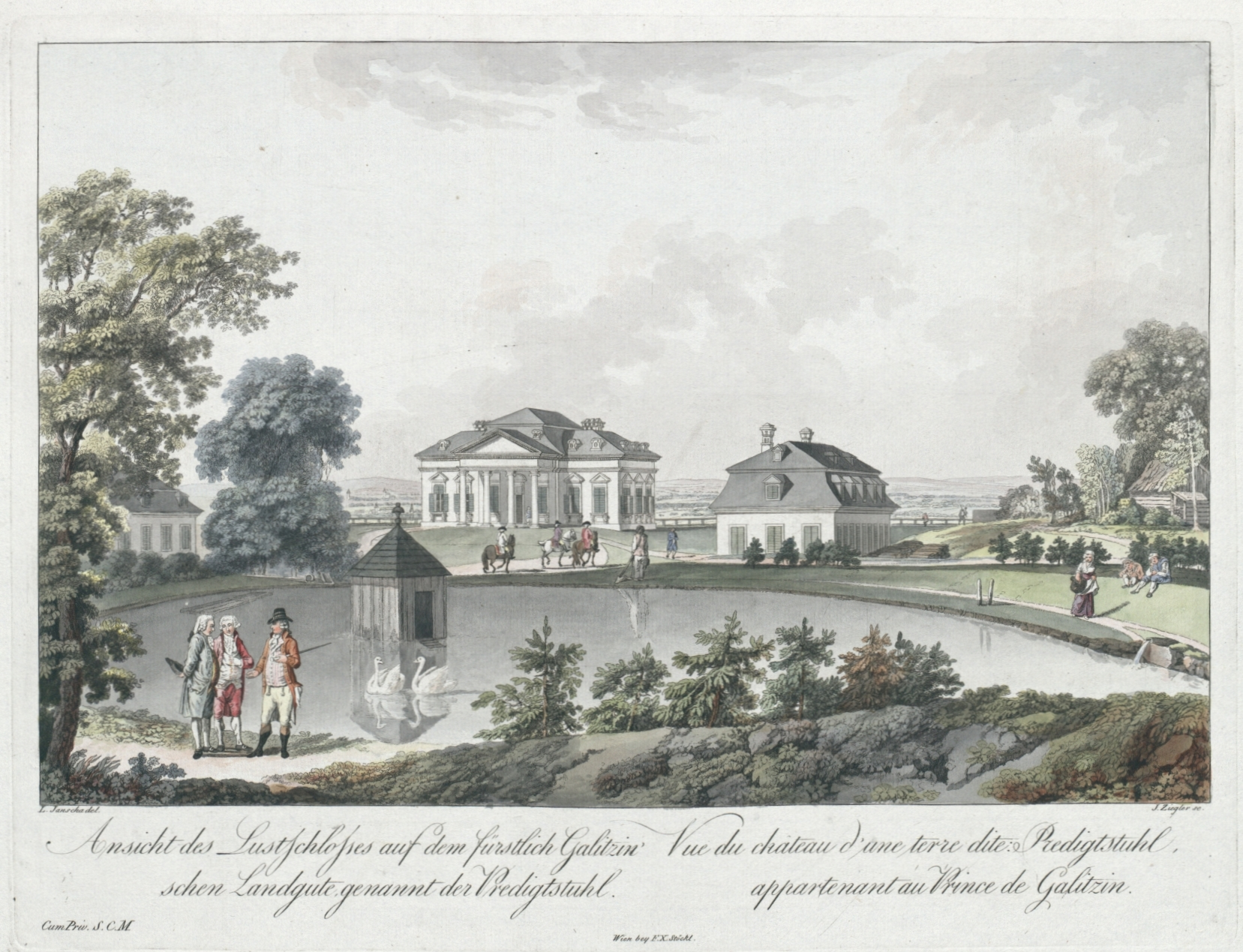
Das Lustschloss des Fürsten Gallitzin um 1810

Im Jahre 1781 erwarb Feldmarschall Franz Moritz Graf von Lascy (auch Lacy) das Grundstück in Ottakring am Predigtstuhl genannten Berg und begann mit dem Bau des Schlosses. Sein Freund, der russische Botschafter in Wien Fürst Demetrius Michalowitsch von Gallitzin (russ. Dmitrij Michailowitsch Golizyn), nach dem in der Folge der Berg benannt wurde, kaufte ihm die Besitzungen am Predigtstuhl ab und erwarb später von der Gemeinde Ottakring weitere Waldteile und Hutweiden, die er zu dem bis heute bestehenden Park umgestalten ließ. Den Park zierten mehrere Teiche, ein Rundtempel, römische Ruinen und ein Jagdschlösschen. Nach Gallitzins Tod 1793 erbte Nikolai Petrowitsch Rumjanzew den Besitz.
Nach mehreren Besitzerwechseln erstanden Fürst Julius von Montléart (Jules Max Thibault Montléart, 1787–19. Oktober 1865) und seine Gattin Maria Christina (1779–1851) im Jahre 1824 das bereits renovierungsbedürftige Schloss. Sie ließen es 1838 um zwei Seitentrakte vergrößern.
Nach dem Tod des Fürsten entbrannte ein Erbschaftsstreit, weshalb der Besitz durch eine gerichtliche Verfügung um 125.000 Gulden angeboten wurde. Der Sohn Moritz von Montléart erhielt den Zuschlag und schenkte Schloss und Areal 1866 seiner Gattin Wilhelmine. Da seinem Wunsch nach Umbenennung von Gallitzinberg auf Wilhelminenberg amtlicherseits nicht entsprochen wurde, ließ der Fürst an allen Zugängen zum Schloss Tafeln mit der Aufschrift „Wilhelminenberg“ anbringen und erreichte somit eine indirekte Namensänderung.
Am 16. März 1887 starb der Fürst und wurde auf Wunsch seiner Witwe in der Nähe des Schlosses in einem im neugotischen Stil erbauten Mausoleum beerdigt. Fürstin Wilhelmine verteilte das Erbe unter ihren Verwandten, behielt nur ihren persönlichen Besitz und den Ertrag des Wilhelminenberges. Wegen ihrer Großzügigkeit gegenüber den Armen wurde sie von der Bevölkerung „Der Engel vom Wilhelminenberg“ genannt. Am 26. März 1895 verstarb sie und wurde im Mausoleum neben ihrem Mann beigesetzt.

### 1903 Abriss und Neubau

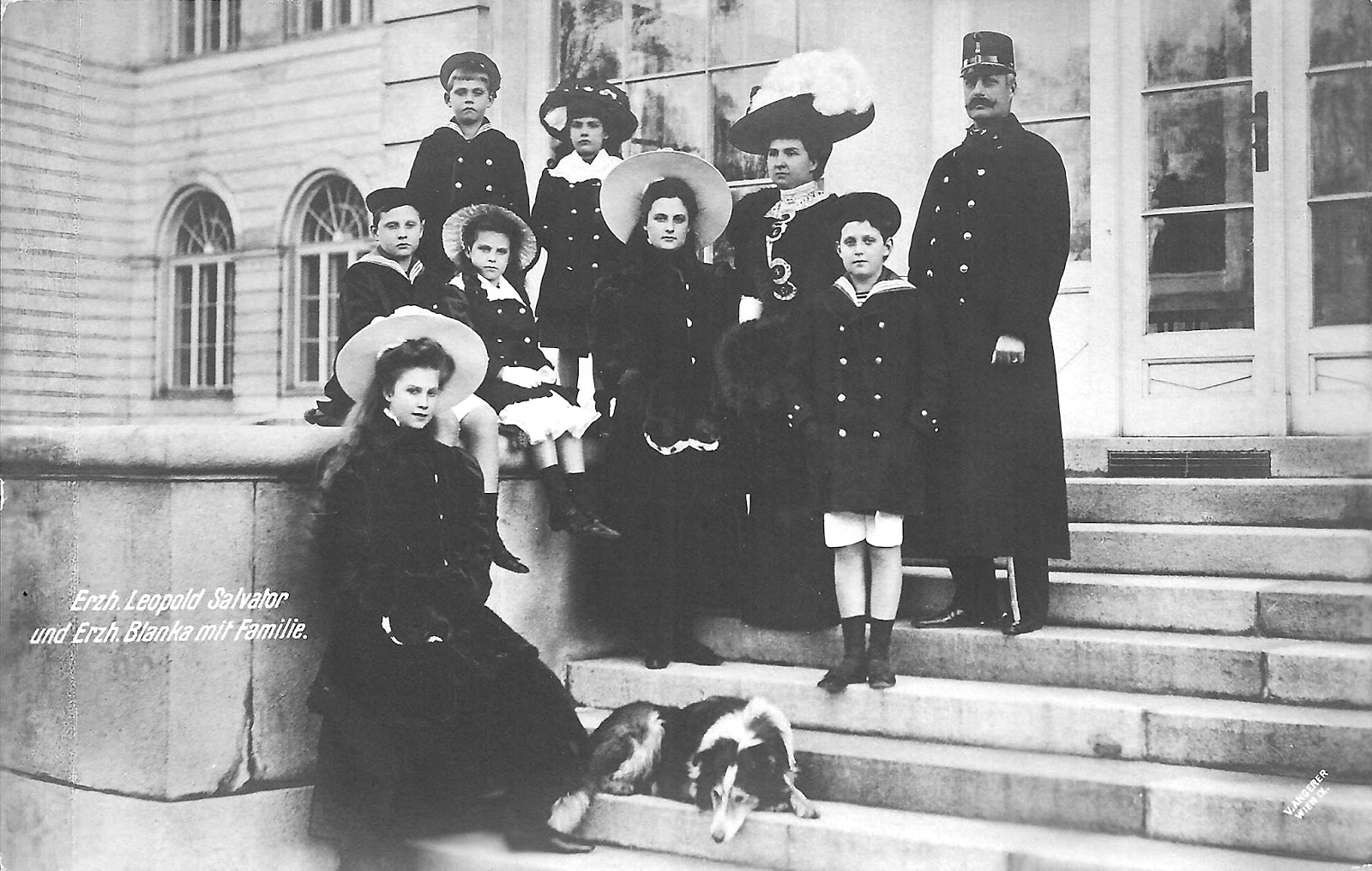
Die Familie Erzherzog Leopold Salvators auf der Terrasse des Schlosses (1909)

In den Jahren 1903 bis 1908 wurde das schon baufällige Schloss abgerissen und ein Palais im Neoempirestil nach Plänen der Architekten Eduard Frauenfeld (1853–1910) und Ignaz Sowinski als Sitz österreichischer Erzherzöge errichtet. Die Baukosten betrugen inklusive der Nebengebäude 1,4 Millionen Kronen. Schlossherr war Erzherzog Rainer, nach dessen Tod am 27. Jänner 1913 sein Neffe Erzherzog Leopold Salvator.

### Kriegsjahre und Folgezeit
Im Ersten Weltkrieg wurde das Schloss zum Lazarett und Genesungsheim für Kriegsopfer umfunktioniert.
1922 erwarb es der Zürcher Bankdirektor Wilhelm Ammann. Ab dem 16. November 1926 war, durch Erwerb in einer Zwangsversteigerung, die Stadt Wien neue Besitzerin des Schlosses samt Nebenanlagen und Park und richtete es 1927 als städtische Kinderherberge ein. Von 1934 bis 1939 war die Liegenschaft Sitz der Sängerknaben. Im März 1938 wurde sie durch die Nationalsozialisten beschlagnahmt und der österreichischen Legion übergeben. In den Kriegsjahren diente das Schloss wieder als Heereslazarett, an das nahe gelegene Wilhelminenspital angeschlossen.
1945 erfolgte die Umwidmung in ein Heim für erholungsbedürftige Kinder und ehemalige KZ-Häftlinge. 1950 übersiedelte die Heilpädagogische Beobachtungsstation vom Spiegelgrund in das Schloss Wilhelminenberg.

### Ab 1961 Heim für Sonderschülerinnen/Missbrauch

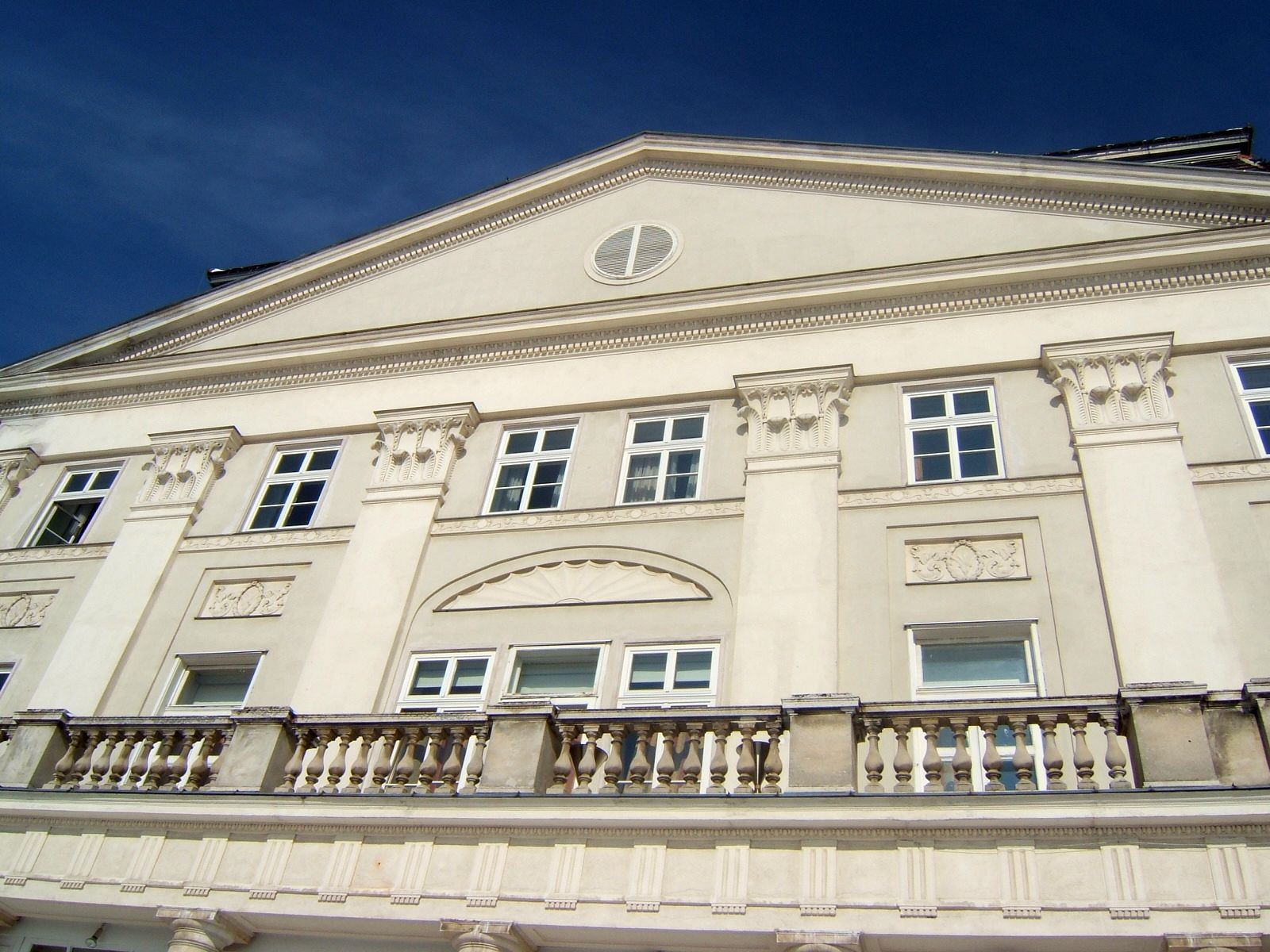
Rückseite

1961 bis 1977 diente das Gebäude als Heim für Sonderschülerinnen (wobei es später auch eine Bubengruppe gab). Im Jahr 2011 wurde bekannt, dass es in dieser Zeit zu zahlreichen Übergriffen und Vergewaltigungen von dort untergebrachten Mädchen kam. Die Stadtverwaltung sah sich veranlasst, eine Kommission zur Aufklärung dieser juristisch verjährten kriminellen Vorfälle einzurichten. Dabei sollte auch geklärt werden, ob die politische Ebene damals von den Vorfällen Kenntnis erlangte und wie sie gegebenenfalls darauf reagierte. Die Kommissionsvorsitzende, Richterin Barbara Helige, erklärte dazu im Juni 2013 in einem Interview mit der Wiener Wochenzeitung Falter:
Frage: Die Stadt wusste es also und hat zugeschaut?
Helige: Die MA 11 wusste alles, bis 1973 war Maria Jacobi als verantwortliche Stadträtin und danach war Gertrude Fröhlich-Sandner zuständig. Wir haben Briefe an Jacobi gefunden. Sie war voll informiert – allerdings nicht über die sexuellen Übergriffe.

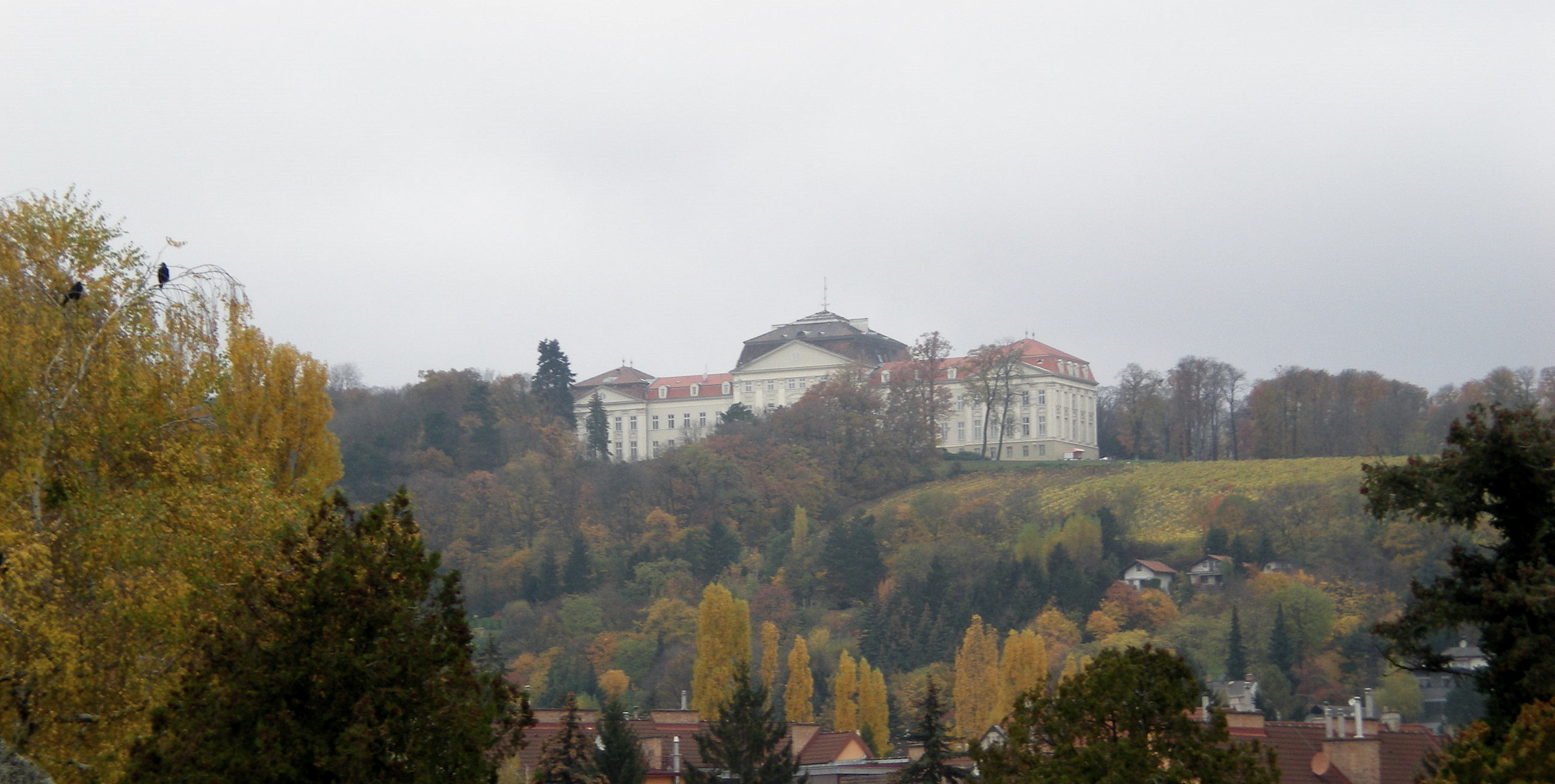
Blick vom Ottakringer Friedhof über das Liebhartstal hinweg zum Schloss Wilhelminenberg

Die Opfer-Organisation Weißer Ring bezeichnet das Kinderheim Wilhelminenberg in ihrem Abschlussbericht über die Opfer in Kinderheimen der Stadt Wien als (gemeinsam mit Eggenburg) mit Abstand schlimmsten „Hotspot des Missbrauchs“. Die 2384 missbrauchten ehemaligen Heimkinder, die sich gemeldet hatten, wurden von der Gemeinde Wien mit insgesamt 52 Millionen Euro entschädigt.
Der Missbrauch in Schloss Wilhelminenberg (und anderen städtischen Heimen) führte auch zur Forderung, dass die Verjährung in diesem Bereich überarbeitet werde, um die Täterinnen und Täter zur Rechenschaft ziehen zu können.

### Ab 1986
Am 1. Juli 1986 wurde von Vizebürgermeister Hans Mayr verlautbart, dass das Schloss saniert und zu einem Gästehaus (Jugend-Appartementhotel) umfunktioniert werde. 1988 wurde nach 14 Monaten Bauzeit das mit großem finanziellen Aufwand stilgerecht adaptierte 3-Sterne-„Gästehaus Schloss Wilhelminenberg“ eröffnet. Im Jahr 2000 wurde aus dem Gästehaus das Hotel Schloss Wilhelminenberg. Nach aufwändiger dreijähriger Renovierung wurde es neu kategorisiert und in die 4-Sterne-Hotelkategorie erhoben. Betrieben wird das Hotel heute unter der Marke Austria Trend Hotels von der Verkehrsbüro Hotellerie GmbH.